# Thaumastocera cervaria
Thaumastocera cervaria är en tvåvingeart som beskrevs av Eugène Séguy 1935. Thaumastocera cervaria ingår i släktet Thaumastocera och familjen bromsar. Inga underarter finns listade i Catalogue of Life.